# 东山真赛瓜参
东山真赛瓜参（学名：Euthyonidiella tungshanensis）为硬瓜参科真赛瓜参属的动物。在中国大陆，分布于福建等地。该物种的模式产地在福建东山。